# Bertheauville
Bertheauville település Franciaországban, Seine-Maritime megyében. Lakosainak száma 101 fő (2022. január 1.). Bertheauville Bertreville, Cany-Barville, Gerponville, Grainville-la-Teinturière és Ourville-en-Caux községekkel határos.

## Népesség
A település népességének változása:
| Lakosok száma | 110  | 111  | 109  | 106  | 102  | 99   | 96   | 98   | 101  |
|               | 2013 | 2015 | 2016 | 2017 | 2018 | 2019 | 2020 | 2021 | 2022 |